# Memòria quàntica
En informàtica quàntica, la memòria quàntica és la versió mecànica quàntica de la memòria ordinària de l'ordinador. Mentre que la memòria ordinària emmagatzema informació com a estats binaris (representats per "1" i "0"), la memòria quàntica emmagatzema un estat quàntic per a la seva posterior recuperació. Aquests estats contenen informació computacional útil coneguda com a qubits. A diferència de la memòria clàssica dels ordinadors quotidians, els estats emmagatzemats a la memòria quàntica poden estar en una superposició quàntica, donant molta més flexibilitat pràctica als algorismes quàntics que l'emmagatzematge d'informació clàssic
La memòria quàntica és essencial per al desenvolupament de molts dispositius de processament d'informació quàntica, inclosa una eina de sincronització que pot coincidir amb els diferents processos d'un ordinador quàntic, una porta quàntica que manté la identitat de qualsevol estat i un mecanisme per convertir fotons predeterminats en fotons sota demanda. La memòria quàntica es pot utilitzar en molts aspectes, com ara la informàtica quàntica i la comunicació quàntica. La investigació i els experiments contínues han permès que la memòria quàntica realitzi l'emmagatzematge de qubits.

## Antecedents i història
La interacció de la radiació quàntica amb múltiples partícules ha despertat interès científic durant l'última dècada. La memòria quàntica és un d'aquests camps, que mapeja l'estat quàntic de la llum en un grup d'àtoms i després el restaura a la seva forma original. La memòria quàntica és un element clau en el processament de la informació, com la computació quàntica òptica i la comunicació quàntica, alhora que obre una nova via per a la base de la interacció àtom de llum. Tanmateix, restaurar l'estat quàntic de la llum no és una tasca fàcil. Tot i que s'han fet avenços impressionants, els investigadors encara estan treballant per fer-ho realitat.
S'ha demostrat que la memòria quàntica basada en l'intercanvi quàntic per emmagatzemar qubits de fotons és possible. Kessel i Moiseev van discutir l'emmagatzematge quàntic en l'estat de fotó únic el 1993. L'experiment es va analitzar el 1998 i es va demostrar el 2003. En resum, l'estudi de l'emmagatzematge quàntic en estat de fotó únic es pot considerar el producte de la tecnologia clàssica d'emmagatzematge de dades òptiques proposada el 1979 i el 1982, una idea inspirada en l'alta densitat d'emmagatzematge de dades a mitjans dels anys setanta. L'emmagatzematge de dades òptiques es pot aconseguir utilitzant absorbidors per absorbir diferents freqüències de llum, que després es dirigeixen als punts de l'espai del feix i s'emmagatzemen.

### Memòria quàntica de gas atòmic
Els senyals òptics clàssics normals es transmeten variant l'amplitud de la llum. En aquest cas, es pot utilitzar un tros de paper o un disc dur de l'ordinador per emmagatzemar informació a la làmpada. En l'escenari d'informació quàntica, però, la informació es pot codificar segons l'amplitud i la fase de la llum. Per a alguns senyals, no podeu mesurar tant l'amplitud com la fase de la llum sense interferir amb el senyal. Per emmagatzemar informació quàntica, la llum mateixa s'ha d'emmagatzemar sense mesurar-la. Una memòria quàntica de gas atòmic està registrant l'estat de la llum al núvol atòmic. Quan els àtoms emmagatzemen la informació de la llum, l'amplitud relativa i la fase de la llum es mapegen als àtoms i es poden recuperar sota demanda.

### Memòria quàntica sòlida

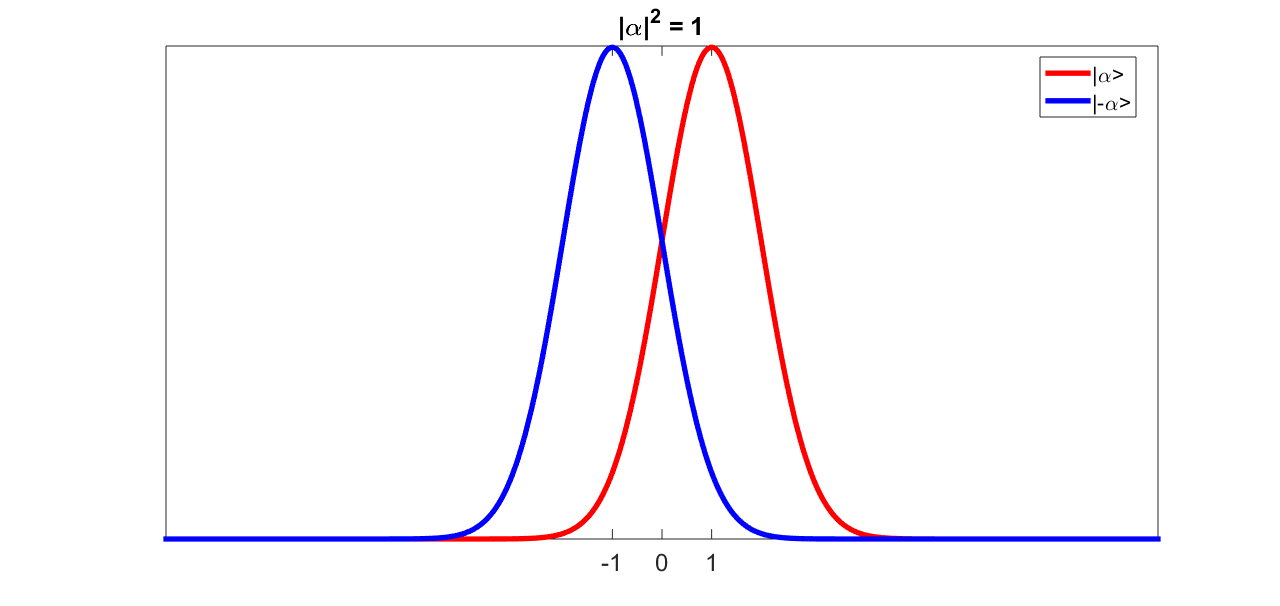

En la informàtica clàssica, la memòria és un recurs trivial que es pot replicar en maquinari de memòria de llarga vida i recuperar-se més tard per a un processament posterior. En la informàtica quàntica, això està prohibit perquè, segons el teorema sense clons, cap estat quàntic no es pot reproduir completament. Per tant, en absència de correcció d'errors quàntics, l'emmagatzematge de qubits està limitat pel temps de coherència interna dels qubits físics que contenen la informació. La "memòria quàntica" més enllà dels límits d'emmagatzematge de qubits físics donats serà una transmissió d'informació quàntica a "emmagatzemar qubits" que no es veurà fàcilment afectat pel soroll ambiental i altres factors. Més tard, la informació es transferiria de nou als "qubits de procés" preferits per permetre operacions o lectures ràpides.

### Descobriment
La memòria quàntica òptica s'utilitza normalment per detectar i emmagatzemar estats quàntics d'un sol fotó. No obstant això, produir una memòria eficient d'aquest tipus segueix sent un gran repte per a la ciència actual. Un sol fotó té tan poca energia que es perd en un fons clar complex. Aquests problemes han mantingut durant molt de temps les taxes d'emmagatzematge quàntic per sota del 50%. Un equip dirigit pel professor Du Shengwang del departament de física de la Universitat de Ciència i Tecnologia de Hong Kong i l'Institut de Nanociència i Tecnologia William Mong de HKUST ha trobat una manera d'augmentar l'eficiència de la memòria quàntica òptica fins a més del 85 per cent. El descobriment també apropa la popularitat dels ordinadors quàntics a la realitat. Al mateix temps, la memòria quàntica també es pot utilitzar com a repetidor a la xarxa quàntica, que estableix les bases de la Internet quàntica.

## Recerca i aplicació
Quantum memory is an important component of quantum information processing applications such as quantum network, quantum repeater, linear optical quantum computation or long-distance quantum communication.
Permeten que les partícules estiguin superposades i en estat de superposició, el que significa que poden representar múltiples combinacions alhora. Aquestes partícules s'anomenen bits quàntics o qubits. Des de la perspectiva de la ciberseguretat, la màgia dels qubits és que si un pirata informàtic intenta observar-los en trànsit, els seus fràgils estats quàntics es trenquen. Això significa que és impossible que els pirates informàtics manipulin les dades de la xarxa sense deixar rastre. Ara, moltes empreses estan aprofitant aquesta funció per crear xarxes que transmeten dades molt sensibles. En teoria, aquestes xarxes són segures.

### Emmagatzematge de microones i conversió de microones d'aprenentatge de llum
El centre de vacant de nitrogen al diamant ha atret molta investigació en l'última dècada a causa del seu excel·lent rendiment en dispositius nanofotònics òptics. En un experiment recent, es va implementar la transparència induïda electromagnèticament en un xip de diamant de múltiples passades per aconseguir la detecció completa del camp magnètic fotoelèctric. Malgrat aquests experiments estretament relacionats, l'emmagatzematge òptic encara s'ha d'implementar a la pràctica. L'estructura del nivell d'energia del centre de vacant de nitrogen (càrrega negativa i centre de vacant de nitrogen neutre) fa possible l'emmagatzematge òptic del centre de vacant de nitrogen de diamant.

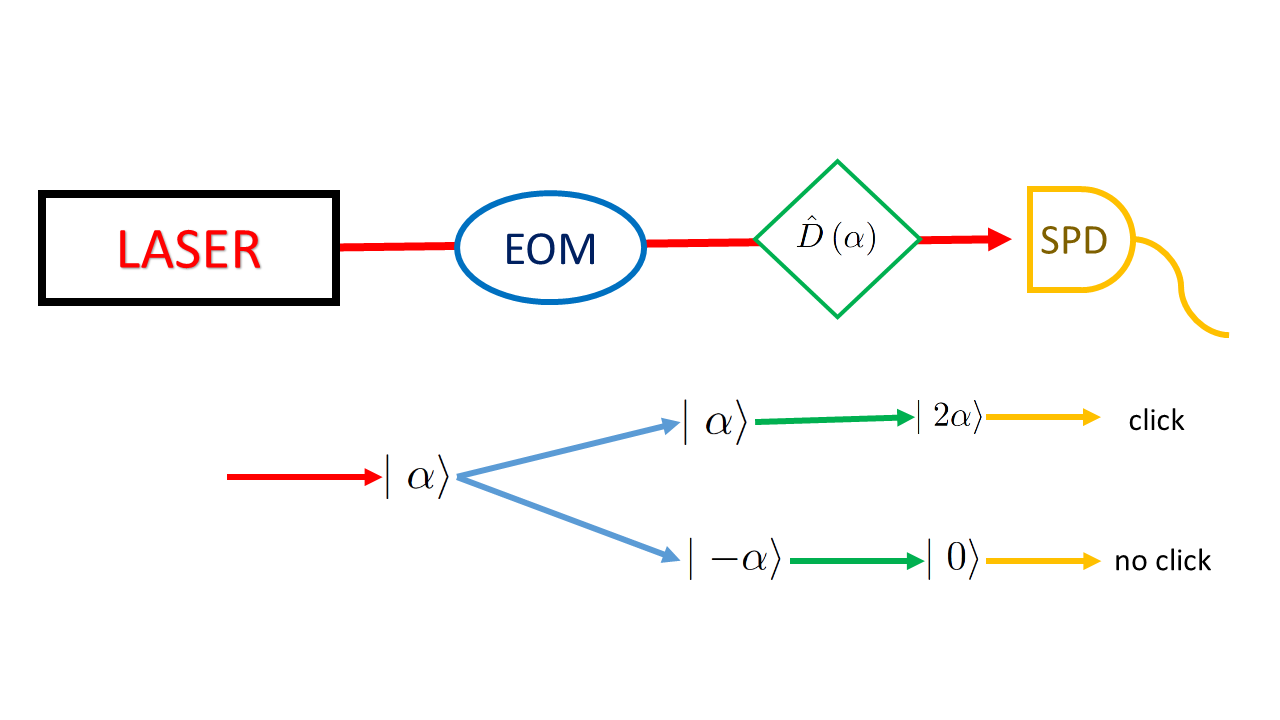
Quàntic òptic

### El moment angular orbital s'emmagatzema en vapor alcalí
La gran profunditat de llum ressonant és la premissa de construir una memòria òptica quàntica eficient. Isòtops de vapor de metalls alcalins d'un gran nombre de profunditat òptica de longitud d'ona de l'infraroja propera, perquè són una línia d'espectre relativament estreta i el nombre d'alta densitat a la temperatura càlida de 50-100 ∘ C. Els vapors alcalins s'han utilitzat en alguns dels desenvolupaments de memòria més importants, des de la investigació inicial fins als últims resultats que estem discutint durant molt de temps, degut a la facilitat òptica i la profunditat. transició òptica de l'infraroig proper.

### GEM
GEM (Gradient Echo Memory) és un protocol per emmagatzemar informació òptica i es pot aplicar tant a memòries de gas atòmic com d'estat sòlid. La idea va ser demostrada per primera vegada pels investigadors de l'ANU. L'experiment en un sistema de tres nivells basat en vapor atòmic calent va donar com a resultat una demostració d'emmagatzematge coherent amb una eficiència de fins al 87%.

### Cristalls dopats amb terres rares
La transformació mútua de la informació quàntica entre la llum i la matèria és el focus de la informàtica quàntica. S'investiga la interacció entre un sol fotó i un cristall refredat dopat amb ions de terres rares. Els cristalls dopats amb terres rares tenen àmplies perspectives d'aplicació en el camp de l'emmagatzematge quàntic perquè proporcionen un sistema d'aplicació únic. Li Chengfeng del laboratori d'informació quàntica de l'Acadèmia Xinesa de Ciències va desenvolupar una memòria quàntica d'estat sòlid i va demostrar la funció de càlcul de fotons utilitzant el temps i la freqüència. A partir d'aquesta investigació, es pot construir una xarxa quàntica a gran escala basada en un repetidor quàntic utilitzant l'emmagatzematge i la coherència dels estats quàntics en el sistema material. Els investigadors han demostrat per primera vegada en cristalls dopats amb ions de terres rares. Combinant l'espai tridimensional amb el temps bidimensional i l'espectre bidimensional es crea una mena de memòria diferent de la general. Té la capacitat multimode i també es pot utilitzar com a convertidor quàntic d'alta fidelitat. Els resultats experimentals mostren que en totes aquestes operacions, la fidelitat de l'estat quàntic tridimensional portat pel fotó es pot mantenir al voltant del 89%.

## Desenvolupament futur
Per a la memòria quàntica, la comunicació quàntica i la criptografia són les futures direccions de recerca. Tanmateix, hi ha molts reptes per construir una xarxa quàntica global. Un dels reptes més importants és crear memòries que puguin emmagatzemar la informació quàntica transportada per la llum. Investigadors de la Universitat de Ginebra a Suïssa que treballen amb el CNRS de França han descobert un nou material en el qual un element anomenat iterbi pot emmagatzemar i protegir la informació quàntica, fins i tot a altes freqüències. Això fa que l'iterbi sigui un candidat ideal per a futures xarxes quàntiques. Com que els senyals no es poden replicar, els científics ara estan estudiant com es poden fer que els records quàntics viatgen més i més lluny capturant fotons per sincronitzar-los. Per fer-ho, és important trobar els materials adequats per fer memòries quàntiques. L'iterbi és un bon aïllant i funciona a altes freqüències perquè els fotons es puguin emmagatzemar i restaurar ràpidament.